# 巴恩斯 (伊利諾伊州)
巴恩斯（英語：Barnes）是位於美國伊利諾伊州麥克萊恩縣的一個非建制地區。該地的面積和人口皆未知。

## 地理
巴恩斯的座標為40°30′10″N 88°54′06″W / 40.50278°N 88.90167°W，而該地的平均海拔高度為260米（即853英尺）。